# Blaukronenpapageichen
Das Blaukronenpapageichen oder Blaukrönchen (Loriculus galgulus) ist eine Art der Eigentlichen Papageien (Psittacidae). Namensgebend ist der blaue Scheitel am Kopf, der bei den Männchen vorhanden ist. Die Bestandssituation wird mit ungefährdet (least concern) angegeben. Ihr Verbreitungsgebiet reicht vom südlichen Thailand über  Malaysia und Singapur bis in den Nordwesten Indonesiens (Sumatra. Riau, Kalimantan).

## Merkmale
Blaukronenpapageichen erreichen eine Länge von bis zu 12 Zentimetern. Es handelt sich bei ihnen um kurzschwänzige Papageien mit einem sehr zierlichen Schnabel.
Das Federkleid ist überwiegend grün, die Schwanzfedern sind rot. Das Weibchen ist ähnlich wie das Männchen gefärbt, allerdings fehlt ihm die rote Kehle und der blaue Scheitel. Blaukronenpapageichen haben eine melodische Stimme, können allerdings auch sehr schrill rufen. 
Ihre Schlaf- und Ruheposition ist wie bei Fledermäusen kopfüber. Sie sind ansonsten tagaktive Baumbewohner, die nahezu nie auf den Boden kommen. Ihr Lebensraum sind Regenwälder, Bambusdschungel, Park- und Obstbaumlandschaften. Sie kommen auch in Gärten in urbanen Gebieten vor. Sie bewegen sich auch auf dünnen Ästen schnell. Fühlen sie sich bedroht, suchen sie im Blattwerk Deckung. Die Nahrung besteht vor allem aus Früchten, Blütennektar und Pollen und gelegentlich auch kleinen Sämereien.
Blaukronenpapageichen sind Höhlenbrüter. Das Weibchen legt drei bis vier Eier. Die Brutdauer beträgt 18 bis 20 Tage.

## Einzelbelege
1. ↑  Loriculus galgulus in der Roten Liste gefährdeter Arten der IUCN 2023.1. Eingestellt von: BirdLife International, 2019. Abgerufen am 18. April 2024.